# Dorchester (New Hampshire)
Dorchester ist der Name einer Town im Grafton County des US-Bundesstaates New Hampshire in Neuengland. Das U.S. Census Bureau hat bei der Volkszählung 2020 eine Einwohnerzahl von 339 ermittelt.
Das Land, das die Gemeinde einnimmt, wurde dreimal zur Besiedlung vergeben, ehe diese erfolgreich war.

## Geographie
Dorchester liegt im Süden von Grafton County östlich des sogenannten „Upper Valley“, einer bistaatlichen Region am mittleren Connecticut River, zwischen Wentworth im Norden, Groton im Osten, Canaan im Süden und Lyme im Westen. Durch das Gemeindegebiet fließt der Südarm des Baker River, der Indian Stream, ein Quellbach des Mascoma River, hat hier seinen Ursprung. Dorchester ist nahezu vollständig bewaldet.

### Gemeindegliederung
Zu Dorchester gehören Bucks Corner, Cheever, und North Dorchester. Fittsville war ein Weiler im Nordosten Dorchesters, in dem es im 19. Jahrhundert den einzigen Laden im Stadtgebiet gab.

## Geschichte
Das Territorium von Dorchester wurde am 8. Juli 1761 zum ersten Mal zur Besiedlung zugeteilt. Die Konzessionäre konnten jedoch die Vertragsbedingungen nicht erfüllen, und die Konzession wurde erneut vergeben. Auch dieser Siedlungsversuch scheiterte. Am 1. Mai 1772 wurde die dritte Konzession ausgefertigt, für 72 gleiche Teile. Unter dieser Konzession kam es zur dauerhaften Inbesitznahme des Landes durch Siedler. Die erste Versammlung zur Verwaltungsorganisation und der Wahl einzelner Amtsträger fand 1780 statt, die erste Einwohnerversammlung vor 1800. 1839 brannte eine der frühen Kirchen ab und wurde durch ein neues Stadthaus ersetzt, das 1842 erbaut wurde.
1859 erwähnt eine Beschreibung, das große Teile Dorchesters noch unerschlossen waren, obwohl der Boden besonders in den Flusstälern fruchtbar war, wobei der Rest des Landes als uneben beschrieben wurde. Es gab zwei Kirchen, zwei Postämter und elf Schulbezirke und Sägemühlen, letztere sowohl dampf- wie wasserbetrieben, und Sägen für Fassadenbretter und Dachschindeln. Neben diesen wurde auch Holzkohle in nennenswertem Umfang produziert.

### Bevölkerungsentwicklung
| Volkszählungsergebnisse – Dorchester, New Hampshire | Volkszählungsergebnisse – Dorchester, New Hampshire | Volkszählungsergebnisse – Dorchester, New Hampshire | Volkszählungsergebnisse – Dorchester, New Hampshire | Volkszählungsergebnisse – Dorchester, New Hampshire | Volkszählungsergebnisse – Dorchester, New Hampshire | Volkszählungsergebnisse – Dorchester, New Hampshire | Volkszählungsergebnisse – Dorchester, New Hampshire | Volkszählungsergebnisse – Dorchester, New Hampshire | Volkszählungsergebnisse – Dorchester, New Hampshire | Volkszählungsergebnisse – Dorchester, New Hampshire |
| Jahr                                                | 1773                                                | 1786                                                | 1790                                                | 1800                                                | 1810                                                | 1820                                                | 1830                                                | 1840                                                | 1850                                                | 1860                                                |
| --------------------------------------------------- | --------------------------------------------------- | --------------------------------------------------- | --------------------------------------------------- | --------------------------------------------------- | --------------------------------------------------- | --------------------------------------------------- | --------------------------------------------------- | --------------------------------------------------- | --------------------------------------------------- | --------------------------------------------------- |
| Einwohner                                           | 121                                                 | 116                                                 | 175                                                 | 349                                                 | 537                                                 | 584                                                 | 693                                                 | 769                                                 | 711                                                 | 691                                                 |
| Jahr                                                | 1870                                                | 1880                                                | 1890                                                | 1900                                                | 1910                                                | 1920                                                | 1930                                                | 1940                                                | 1950                                                | 1960                                                |
| Einwohner                                           | 689                                                 | 585                                                 | 379                                                 | 308                                                 | 241                                                 | 228                                                 | 115                                                 | 144                                                 | 133                                                 | 91                                                  |
| Jahr                                                | 1970                                                | 1980                                                | 1990                                                | 2000                                                | 2010                                                | 2020                                                | 2030                                                | 2040                                                | 2050                                                | 2060                                                |
| Einwohner                                           | 141                                                 | 244                                                 | 392                                                 | 353                                                 | 355                                                 | 339                                                 |                                                     |                                                     |                                                     |                                                     |

### Religionsgemeinschaften
Vor 1827 gab es im Westen Dorchesters ein kleines Versammlungshaus der Methodisten. Danach entstand 1828 eine Gemeinde der Congregationalisten, die ein Jahr später ein Versammlungshaus weihten. Unzufriedenheiten mit dessen Lage führten zu einem Kirchenneubau im Süden Dorchesters, der nicht konfessionell gebunden war, aber zumeist von den Baptisten genutzt wurde. Die Free-Will-Baptisten hatten ihre Gemeinde in Dorchester Center, wo sie 1884 eine eigene Kirche bauten. Ein als Cheever Chapel bekanntes Gebäude war ursprünglich eine Sonntagsschule, die 1805 im Ortsteil Cheever erbaut wurde. Eine Nutzung als Kirche wurde 2020 in Aussicht genommen. 2019 hatte Dorchester noch zwei eigene Kirchen.

## Infrastruktur und Gemeindeeinrichtungen
Polizei, Freiwillige Feuerwehr und medizinische Notfallversorgung in Dorchester erfolgen im Verbund mit anderen Gemeinden, die Feuerwehr mit Canaan, Rumney und Lyme, die Notfallversorgung mit Canaan, Warren und Wentworth. Das nächstgelegene Krankenhaus ist das Speare Memorial Hospital in Plymouth. Dorchester gehört zum Mascoma Valley Schulverbund. Die Schulen selbst sind in Canaan. Es gibt keine Müllabfuhr, die Teilnahme am Recyclingprogramm ist Pflicht. Wasserver- und Abwasserentsorgung geschehen mittels privater Brunnen und Tanks. Die Gemeinde mit vier Beschäftigten ist der älteste Arbeitgeber.

### Verkehr
Die Staatsstraße NH 118 verläuft in Nord-Süd-Richtung durch den Osten Dorchesters. Sie verbindet die NH 25 in Rumney mit der US 4 in Canaan. Der nächstgelegene Flugplatz ist der Newfound Valley Airport in Bristol, der nächstgelegene Flughafen mit Linienverkehr der Lebanon Municipal Airport in Lebanon.

## Sehenswürdigkeiten
- Dorchester Common Historic District; eine Gruppe von drei historischen Gebäuden am heutigen Anger von Dorchester.[8]

## Persönlichkeiten
- Rufus Blodgett (1834–1910), Politiker